# José López Rubio
José López Rubio (Motril, 13 de diciembre de 1903-Madrid, 2 de marzo de 1996) fue un guionista, dramaturgo, director de cine, historiador del teatro, académico y humorista español, perteneciente a la llamada La otra generación del 27. 

## Biografía
Su nombre completo era «José Joaquín Francisco Cesáreo Caraciolo Isaac de Santa Lucía y de la Santísima Trinidad López Rubio». Hijo de Joaquín López Atienza, alcalde de Motril, y de Magdalena Rubio Díaz, pocos meses después de nacer en Motril fue llevado a Granada, donde transcurrió su infancia. Se trasladó a Madrid con su familia en 1915, donde empezó el bachillerato con los padres agustinos. Entre diciembre de 1917 y mayo de 1919 residió en Cuenca — donde su padre fue gobernador civil — y terminó el bachillerato. Durante esa época, realizó colaboraciones en el único periódico local. Allí también estrenó en una compañía infantil una especie de sainete y obtuvo un premio en un certamen de teatro en 1918. 
De nuevo en Madrid estudió Derecho y conoció a Enrique Jardiel Poncela, con quien escribió una obra no estrenada. Frecuentó las tertulias del Café de Platerías y la de Ramón Gómez de la Serna en el café Pombo, lo que marcó su humor con el sello de la vanguardia que este representaba; su casi única novela, Roque Six, sobre un hombre que muere y resucita seis veces, es de estética ramonista. Colaboró en varias revistas ilustradas, en Gutiérrez y en Buen Humor, que durante un tiempo tuvo a bien editar. Escribió algunos cuentos para Los Lunes de El Imparcial que luego reunió en su primer libro, Cuentos inverosímiles (Madrid: Caro Raggio, 1924). Este libro está ilustrado por los más conocidos dibujantes de la época, algunos de ellos de vanguardia. También colaboró en Chiquilín, Nuevo Mundo, Pinocho, La Esfera y Blanco y Negro. 

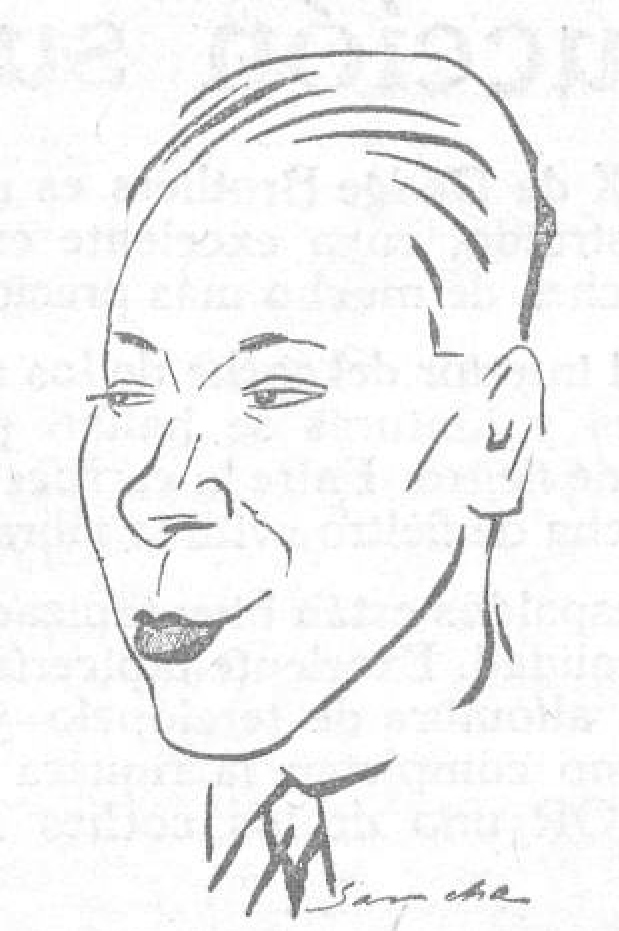
Caricaturizado por Sancha en La Voz (1928)

Realizó el servicio militar en artillería, en Vicálvaro. Colaboró en El Sol, La Nación y otros diarios. Su única novela, Roque Six (Madrid: Caro Raggio, 1927), de la que existe edición reciente (Barcelona: Seix-Barral, 1986) es una de las más importantes de la prosa española dentro de "la otra generación del 27". Recibió el premio ABC de autores noveles por su comedia De la noche a la mañana (1928), en colaboración con Eduardo Ugarte, estrenada al año siguiente en el teatro Reina Victoria, y ese mismo año la estrenaron en Buenos Aires; es más, la traducen al inglés, al italiano y al portugués y se estrena en Londres, Milán y Lisboa. Con el mismo colaborador escribió La casa de naipes (1930), estrenada en el Teatro Español de Madrid. También escribió piezas teatrales en colaboración con Enrique Jardiel Poncela y Edgar Neville, y ocasionalmente fue actor en El Mirlo Blanco.
Interrumpió su actividad teatral por la cinematográfica, pues entre agosto de 1930 y 1935 residió en Hollywood, llamado y contratado por la empresa Metro Goldwyn Mayer como adaptador, dialoguista y traductor de las versiones españolas de sus películas; terminado su contrato de un año, pasó a la Fox con un contrato renovado hasta 1935. Allí trabajó además como guionista; fue amigo de Charles Chaplin y trató a Stan Laurel, Oliver Hardy y Buster Keaton. En 1935 se marcha a hacer un viaje por Italia y Francia. Volvió a los Estados Unidos en 1937 contratado otra vez por la Fox, y pasó el resto de la Guerra Civil en México (1938) y Cuba (1939), siempre trabajando como guionista cinematográfico. Regresó a España a principios de 1940 para rodar La malquerida, versión cinematográfica de La malquerida de Jacinto Benavente. Entre sus guiones norteamericanos destacan El último varón sobre la tierra (1933) de James S. Timling. Durante los años cuarenta escribió en revistas cinematográficas como Primer plano, Radiocinema y Cámara, escribió y adaptó numerosos guiones y dirigió seis películas, entre ellas Eugenia de Montijo (1944), El crimen de Pepe Conde (1946) y Alhucemas (1948). Escribe además en publicaciones como ABC, Semana y La Codorniz.
Retomó su actividad teatral en 1949 al estrenar Alberto. Pero de su obra teatral de posguerra destaca en especial Celos del aire (1950), por la que obtuvo el Premio Fastenrath de la Academia. Estrena sucesivamente Estoy pensando en ti (1951), Veinte y cuarenta (1951), Cena de Navidad (1951), Una madeja de lana azul celeste (1951), El remedio en la memoria (1952), La venda en los ojos (1954), La otra orilla (1954), El caballero de Barajas (1956), La novia del espacio (1956), Un trono para Cristi (1956), Las manos son inocentes (1958), Diana está comunicando (1960), Esta noche tampoco (1961), Nunca es tarde (1964), La puerta del ángel (sin estrenar entonces pero estrenada muchos años después, en 1986) o Al filo de lo imposible (título general de trece comedias escritas en 1970 para televisión). Fue muy solicitado también como traductor y adaptador de numerosas obras extranjeras, entre las que cabe mencionar The Little Foxes, de Lillian Hellman a la que dio el título de Como buenos hermanos.
En 1954 recibió el Premio Nacional de Teatro. En 1983 su discurso de ingreso en la Real Academia Española versó sobre La otra generación del 27, contestado por Fernando Lázaro Carreter. En él dio cuenta de ella y explicó extensamente que la formaban él mismo, junto con sus amigos Tono, Edgar Neville, Enrique Jardiel Poncela y Miguel Mihura: un grupo de humoristas que encontraron en el teatro, y algunos posteriormente en el cine, su medio de expresión y que, sin embargo, permanecieron eclipsados y casi olvidados por el prejuicio crítico de considerar el humor un género menor. Todos confluyeron luego, tras el desastre de la guerra civil española, en la revista de humor La Codorniz. Murió en Madrid nonagenario el 2 de marzo de 1996. Su biblioteca especializada en humor y teatro pasó al Centro de Documentación de las Artes Escénicas de Andalucía, que inventarió y catalogó sus fondos en cuatro idiomas, español, francés, inglés e italiano. 
Cuando falleció se encontraba inmerso en la elaboración de una Enciclopedia Teatral, compendio de todos los diferentes aspectos del arte escénico. Para ello había recopilado millares de recortes de prensa cuya información había vaciado o tenía proyecto de vaciar. De ella tenía casi terminados dos partes monográficas. Una, la Historia de los teatros de Madrid en dos volúmenes; la segunda, un Catálogo de actores españoles del siglo XIX también en dos volúmenes. Llevaba también un "Catálogo cronológico de autores dramáticos españoles desde 1800 hasta 1950" y un anuario teatral en el que incluía reseñas de los principales estrenos teatrales tanto en España como en el resto del mundo. Todo este material recopilado, tanto por él como por otro aficionado al teatro, Luis García Zamorano, se encuentra custodiado en el Centro de Documentación de las Artes Escénicas y de la Música (CDAEM), habiendo sido en parte digitalizado y publicado bajo el título Recuerdos de un siglo de teatro en 2017.
Su hermano mayor era el ilustrador y caricaturista Francisco López Rubio.

## Obras

### Filmográficas como director
- La malquerida (1940) director y guionista[2]
- Pepe Conde (1942).
- Eugenia de Montijo (1944)
- El crimen de Pepe Conde (1946)
- Alhucemas (1948)

### Filmográficas como guionista
- El último varón sobre la tierra (1933) de James S. Timling.
- María de la O (1936) de Francisco Elías.
- Eugenia de Montijo (1944) dirigida por el mismo.
- La luna vale un millón, (1945) de Florián Rey.
- El crimen de Pepe Conde, (1946) dirigida por él mismo.
- Alhucemas (1948) dirigida por él mismo.
- Llegaron dos hombres (1959) dirigida por Eusebio Fernández Ardavín .
- Un trono para Cristi (1960) de Luis César Amadori.
- Chantaje a un torero (1963) de Rafael Gil.
- La batalla del domingo, (1963) de Luis Marquina.
- ¡Es mi hombre! (1966) de Rafael Gil, adaptación de Carlos Arniches.
- La mujer de otro (1967) de Rafael Gil.
- Préstamela esta noche (1977) de Tulio Demicheli.

### Teatro
- Alberto (1949).
- Estoy pensando en ti (1950)
- Celos del aire (1950).
- Veinte y cuarenta (1951)
- Cena de Navidad (1951)
- Una madeja de lana azul celeste (1951)
- El remedio en la memoria (1952)
- La venda en los ojos (1954)
- La otra orilla (1954)
- El caballero de Barajas (1956)
- La novia del espacio (1956)
- Un trono para Cristi (1956)
- Las manos son inocentes (1958)
- Diana está comunicando (1960)
- Esta noche tampoco (1961)
- Nunca es tarde (1964)
- La puerta del ángel, estrenada en 1986 pero escrita mucho tiempo antes.

### Guiones para televisión
- Al filo de lo imposible (1970).
- Mujeres insólitas (1977).

### Narrativa
- Cuentos inverosímiles, (Madrid: Caro Raggio, 1924).
- Roque Six (Madrid: Caro Raggio, 1927), existe edición reciente (Editorial Barrett, 2017).

### Poesía
- Son triste, escrito en La Habana (Cuba), impreso en México, 1939.

### Otras Obras
- La otra generación del 27. Discurso y Cartas. Madrid: Instituto Nacional de Artes Escénicas y de la Música, 2003.

## Premios
Medallas del Círculo de Escritores Cinematográficos
| Año  | Categoría                | Películas               | Resultado |
| ---- | ------------------------ | ----------------------- | --------- |
| 1946 | Mejor argumento original | El crimen de Pepe Conde | Ganador   |